# Baudrecourt (Haute-Marne)
Baudrecourt é uma comuna francesa na região administrativa de Grande Leste, no departamento de Haute-Marne. Estende-se por uma área de 8,78 km². Em 2010 a comuna tinha 90 habitantes (densidade: 10,3 hab./km²).